# 鈴鹿市立深伊沢小学校
鈴鹿市立深伊沢小学校（すずかしりつ ふかいざわしょうがっこう）は、三重県鈴鹿市伊船町にある公立小学校。
近くに鈴鹿市立鈴峰中学校があり、同中学校区に属する。

## 周辺
- 鈴鹿市立鈴峰中学校
- 鈴鹿市 鈴峰地区市民センター
- 鈴峰郵便局
- 御幣川

## アクセス
- 三重交通 伊船バス停にて下車、南東へ約500m
- 国道306号から約200m入る
- 東名阪自動車道鈴鹿ICから南西へ約500m